# Tocornalite
La tocornalite est un minéral de la classe des halogénures. Il est nommé d'après Manuel Antonio Tocornal, recteur de l'université du Chili en 1866 et 1867.

## Caractéristiques
La tocornalite est un halogénure, un iodure d'argent et de mercure, de formule chimique (Ag,Hg)I. C'est actuellement un minéral considéré comme douteux par l'Association internationale de minéralogie en raison d'une description inadéquate, puisque les données des rayons X indiquent qu'il pourrait s'agir de capgaronnite. On la trouve habituellement sous forme granulaire ou massive. On la trouve dans des gisements hydrothermaux d'argent très riches.

## Classification
Selon la classification de Nickel-Strunz, la tocornalite appartient à "03.AA - Halogénures simples, sans H2O, avec rapport M:X = 1:1, 2:3, 3:5, etc.", avec les minéraux suivants : marshite (en), miersite, nantokite, UM1999-11:I:CuS, iodargyrite, bromargyrite, chlorargyrite, carobbiite, gricéite, halite, sylvine, villiaumite, salmiac, UM1998-03-Cl:Tl, lafossaïte, calomel, kuzminite, moschelite, neighborite (en), chlorocalcite (en), kolarite, radhakrishnaïte, challacolloïte et héphaïstosite.